# Inflexionspunkt

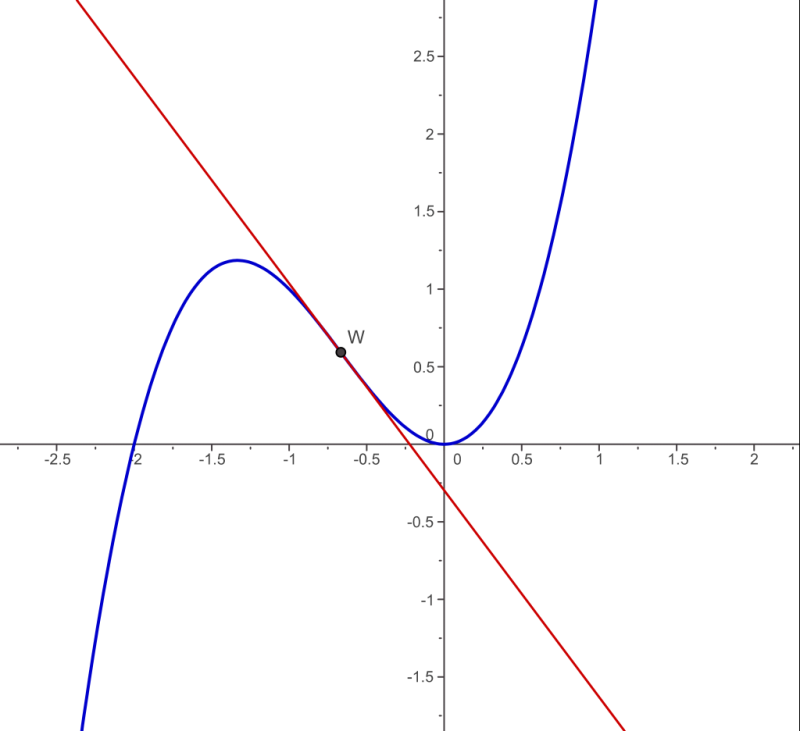
Inflexionspunkt

Inflexionspunkt är inom differentialkalkylen en punkt på en kurva, där kurvan ändras från att ha varit konvex till att vara konkav eller tvärtom.
För en andra gradens deriverbar funktion {\displaystyle f(x)} så är en inflexionspunkt en punkt där andraderivatan {\displaystyle f''(x)=0}.